# Phlaeobella renschi
Phlaeobella renschi är en insektsart som beskrevs av Willy Adolf Theodor Ramme 1941. Phlaeobella renschi ingår i släktet Phlaeobella och familjen gräshoppor. Inga underarter finns listade i Catalogue of Life.